# Ashnola River
Ashnola River är ett vattendrag i Kanada och USA. Det har sin källa i delstaten Washington i USA och rinner norrut över gränsen till den kanadensiska provinsen British Columbia och österut till mynningen i Similkameen River.